# Birta
Birta (em latim: Birtha; mais tarde grafada Byrte) é uma sé titular católica romana da antiga província romana de Osroena, talvez identificada com a moderna Birecik no banco esquerdo do Eufrates, ca. 100 quilômetros a oeste de Orfa (Edessa), e ca. 148 quilômetros a norte de Alepo. Birta (em aramaico Bîrthâ, "castelo") é citada como um castelo pelos autores antigos. Com base em comparações das listas siríacas e árabes com as gregas e latinas do Primeiro Concílio de Niceia, constatou-se que Macedonópolis, um nome advindo das fontes gregas, era outro nome de Birta; segundo as lendas clássicas, a cidade teria sido fundada por Alexandre, o Grande. A partir das fontes do século VI, apenas o nome Birta é registrado.
Segundo os relatos, o bispo Daniel de Macedonópolis esteve presente no Concílio da Calcedônia (451). O imperador Anastácio I Dicoro (r. 491–518), após a conclusão em 505 da guerra Anastácia com o Império Sassânida, encarregou Sérgio, o bispo de Birta, com os reparos da cidade, tarefa completada por Justiniano (r. 527–565). O mais antigo Tacticon do patriarcado de Antioquia, emitido sob Anastácio I (499), situa Birta como primeira entre as sé sufragâneas de Edessa. Birta foi destruída por Tamerlão (r. 1370–1405) pelo século XIV. Em tempos otomanos, Birecik tornou-se a principal cidade de um caza do vilaiete de Alepo com 10 000 habitantes, incluindo 1 500 cristãos, todos armênios.